# Pilimpikou
Pilimpikou là một tổng thuộc  Passoré (tỉnh) ở bắc trung bộ  Burkina Faso. Dân số năm 2006 là 17.206 người. Thủ phủ là thị xã Pilimpikou.

## Các thị xã và làng xã
Dana, Kona, Lantaga, Nibiella, Rakounga, Sandia và Silmiougou.